# سنجاب آلن
سنجاب آلن (نام علمی: Sciurus alleni) نام یک گونه از سرده سنجاب است.